# Dyneburg (novads)
Dyneburg (łot.: Daugavpils novads) – jeden z łotewskich novadsów, funkcjonujący w latach 2009–2021.

## Historia
Novads powstało na terenach należących przed 2009 do rejonu Dyneburg.
W skład novadsu wchodziło 19 pagastsów: Ambeļi, Biķernieki, Demene, Dubna, Kalkūni, Kalupe, Laucesa, Līksna, Maļinova, Medumi, Naujene, Nīcgale, Saliena, Skrudaliena, Svente, Tabore, Vabole, Vecsaliena i Višķi. Jego stolicą zostało miasto Dyneburg, które nie należało do novadsu.
Zlikwidowany w ramach reformy administracyjnej 30 czerwca 2021. Wszedł w całości w skład nowego novadsu Górna Dźwina.